# Округ Макензи
Специјална општина округ Макензи (енгл. Specialized municipality Mackenzie County)
је општина са специјалним статусом у северном делу канадске преријске провинције Алберта.
Формирана је 23. јуна 1999. као Статистичка општина Макензи број 23. (Municipal District of Mackenzie No. 23) да би 2007. променила име у садашњи назив.
Седиште општине налази се у сеоцету Форт Вермилијон.
Према подацима пописа из 2011. у општини је живело 10.927 становника што је за 9,2% више у односу на податке из 2006. када је ту живело 10.000 људи. Површина општине је 80.478,12 км². Густина насељености је изразито мала и у просеку износи тек 1 становник на 10 км².
Територија општине укључује два насеља типа варошице (Хај Левел и Рејнбоу Лејк) и три сеоска насеља (Форт Вермилијон, Ла Крит и Зама Сити).

## Становништво
| 1996. | 2001. | 2006.  | 2011.  | 2016.  |
| ----- | ----- | ------ | ------ | ------ |
| 7.980 | 8.829 | 10.002 | 10.927 | 11.171 |